# Каменский сельсовет (Башкортостан)
Каменский сельсовет — муниципальное образование в Бижбулякском районе Башкортостана.

## История
Согласно «Закону о границах, статусе и административных центрах муниципальных образований в Республике Башкортостан» имеет статус сельского поселения.

## Население
| 2002 | 2009 | 2010 | 2012 | 2013 | 2014 | 2015 |
| ---- | ---- | ---- | ---- | ---- | ---- | ---- |
| 637  | ↘571 | ↘528 | ↘519 | ↘506 | ↘500 | ↘492 |
| 2016 | 2017 |      |      |      |      |      |
| ↘486 | ↘467 |      |      |      |      |      |

## Состав сельского поселения
| № | Населённый пункт | Тип населённого пункта       | Население |
| - | ---------------- | ---------------------------- | --------- |
| 1 | Каменка          | село, административный центр | ↘512      |
| 2 | Прогресс         | деревня                      | ↗13       |
| 3 | Василькино       | деревня                      | ↘3        |
| 4 | Дубровка         | деревня                      | →0        |